# Десятское
 Десятское — деревня в Ивановском районе Ивановской области. Входит в состав Богданихского сельского поселения.

## География
Деревня находится в центральной части Ивановской области, в зоне хвойно-широколиственных лесов, на расстоянии примерно 15 километров (по прямой) на восток-юго-восток от вокзала станции Иваново в городе Иваново, административного центра района и области.

### Климат
Климат характеризуется как умеренно континентальный, с умеренно холодной многоснежной зимой и относительно тёплым влажным летом. Среднегодовая температура воздуха — 3,3 °C. Средняя температура воздуха самого холодного месяца (января) — −11,6 °C (абсолютный минимум — −46 °C), средняя температура самого тёплого (июля) — 18,5 °С (абсолютный максимум — 38 °С). Безморозный период длится около 133 дней. Годовое количество атмосферных осадков составляет 744 мм, из которых большая часть выпадает в тёплый период.

## История
В 1859 году деревня Шуйского уезда Владимирской губернии).

## Население
| 1859 | 1905 | 2010 |
| ---- | ---- | ---- |
| 117  | ↗152 | ↘14  |

### Историческая численность населения
Постоянное население составляло 117 человека (1859 год), 149 (1902), 7 в 2002 году (русские 86 %), 14 в 2010.

## Инфраструктура
Личное подсобное хозяйство с зоной сельскохозяйственного использования, индивидуальная застройка усадебного типа. В 1859 году учтено 20 дворов, в 1902 — 26.

## Транспорт
Просёлочная дорога.